# Matilde Seraová
Matilde Seraová (7. března 1856 Patras – 25. července 1927 Neapol) byla italská novinářka a spisovatelka. Byla první ženou, která byla povolána redigovat italské noviny (Il Corriere di Roma).

## Život
Matilde se narodila v řeckém městě Patras italskému otci Francescu Seraovi a řecké matce Paolině Borelly. Její otec, neapolský novinář, emigroval z Neapole do Řecka z politických důvodů.
R. 1860 se rodina přestěhovala zpět do Itálie, nejprve do Carinoly a poté do Neapole. Matilde vyrostla v chudobě a pracovala jako učitelka, což je zkušenost později popsaná v předmluvě ke knize povídek Leggende Napolitane (1881). Poprvé se proslavila poté, co publikovala své povídky v Il Piccolo , novinách redigovaných Rocco de Zerbi, a jejím prvním románu Fantasia (1883), který ji ukázal jako autorku schopnou psát se sentimentem a analytickými jemnostmi.
Roky 1880 až 1886 strávila v Římě, kde napsala svých dalších pět svazků povídek a románů, které se všechny zabývaly bojem obyčejných lidí a vyznačovaly se velkou přesností pozorování a hloubkou vhledu: Cuore infermo (1881), Fior di passione (1883), La conquista di Roma (1885), La Virtù di checchina (1884) a Piccole anime (1883).
R. 1885 se provdala za Edoarda Scarfoglia (1860–1917), se kterým měla čtyři syny: Antonia (1886–1969), Carla (1887–1970), Michelea (1888–1890) a Paola (1890). S manželem založila Il Corriere di Roma, první italský pokus o modelování deníku podle vzoru pařížského tisku. Noviny měly krátké trvání a po jejich zániku se Matilde usadila v Neapoli, kde redigovala Il Corriere di Napoli. R. 1892 spolu se svým manželem založila list Il Mattino, který se stal nejdůležitějším a nejčtenějším deníkem jižní Itálie.
Stres z novinářské kariéry nijak neomezoval její literární činnost; v letech 1890 až 1902 produkovala Il paese di cuccagna, Il ventre di Napoli, Addio amore, All'erta sentinella, Castigo, La ballerina, Suor Giovanna della Croce, Paese di Gesù, romány, v nichž je charakter lidí vykreslen s citlivou silou a sympatickou šíří ducha.
R. 1904 založila a vedla své vlastní noviny „Il Giorno“. V té době se Matilde rozvedla s Edoardem, potkala novináře Giuseppe Nataleho, provdala se za něj a měla s ním dceru Eleonoru. Poté co zemřel její druhý manžel, zůstala sama, ale přesto pokračovala ve dvacátých letech se stejnou vitalitou ve své novinářské a literární práci. V roce 1926 byla navržena na Nobelovu cenu za literaturu, ale její kandidaturu zastavil Mussolini kvůli jejím postojům proti fašismu; cenu získala Grazia Deledda.
Matilde zemřela v roce 1927 na infarkt, když se věnovala psaní. Byla pohřbena v rodinné hrobce hřbitova Poggioreale v Neapoli.

## Dílo

### Romány
- Cuore infermo, Torino, Casanova, 1881

- Fantasia, Torino, Casanova, 1883
- Pagina azzurra, dedicato a Rocco De Zerbi, Milano, Quadrio, 1883
- La virtù di Checchina, Catania, Niccolò Giannotta editore, 1884
- Il ventre di Napoli, Milano, Treves, 1884; Napoli, Perrella, 1906
- La conquista di Roma, Firenze, Barbera, 1885
- Le vie dolorose, Corriere di Roma, 1886
- Il romanzo della fanciulla, Milano, Treves, 1886; edizione riveduta nel 1895 con il titolo Telegrafi dello Stato. Romanzo per le signore, Roma, Perino, 1895
- Vita e avventure di Riccardo Joanna, Milano, Galli, 1887
- Fior di passione. Novelle, Milano, Galli, 1888, Milano, Baldini, Castoldi & Co., 1899
- Addio, amore! Napoli, Giannini, 1890
- Il paese di cuccagna (Romanzo napoletano), Milano, Treves, 1891
- Piccolo romanzo, Napoli, Pierro, 1891
- Castigo, Torino, Casanova, 1893
- Gli amanti. Pastelli, Milano, Treves, 1894
- Le Marie, Napoli, Pierro, 1894
- L'indifferente, Napoli, Pierro, 1896
- L'infedele, Milano, Brigola, 1897
- Donna Paola, Roma, Voghera, 1897
- Nel sogno, Firenze, Paggi, 1897
- Nel paese di Gesù. Ricordi di un viaggio in Palestina, Napoli, Tocco, 1898
- Storia di una monaca, Catania, Giannotta, 1898 (ripubblicato nel 2019 da ABE a cura di Donato Sperduto, con un saggio su Matilde Serao e Balzac)
- La ballerina, Catania, Giannotta, 1899
- Come un fiore, Firenze, Landi, 1900
- Saper vivere. (Norme di buona creanza), come Gibus del Mattino, Napoli, Tocco, 1900
- L'anima semplice. Suor Giovanna della Croce, Milano, Treves, 1901
- La Madonna e i santi. Nella fede e nella vita, Napoli, Trani, 1901
- Storia di due anime, Roma, Nuova antologia, 1904
- Tre donne, Roma, Voghera, 1905
- Dopo il perdono, in "Nuova Antologia", 1906
- Sterminator Vesevo. Diario dell'eruzione aprile 1906, Napoli, Perrella, 1906
- Il giornale, Napoli, Perrella, 1906
- La leggenda di Napoli, Napoli, Perrella, 1906
- Sognando, Catania, Giannotta, 1906
- Evviva la vita! Roma, Nuova antologia, 1908
- Cristina, Roma, Voghera, 1908
- I capelli di Sansone, Napoli, Perrella, 1909
- San Gennaro nella leggenda e nella vita, Lanciano, Carabba, 1909
- Il pellegrino appassionato. Novelle d'amore, Napoli, Perrella, 1911
- La mano tagliata. Romanzo d'amore, Firenze, Salani, 1912
- Ella non rispose, Milano, Treves, 1914
- Parla una donna. Diario femminile di guerra, maggio 1915-marzo 1916, Milano, Treves, 1916. Ripubblicato da Rina Edizioni nel maggio 2018
- Temi il leone, Firenze, Salani, 1916
- La vita è così lunga! Novelle, Milano, Treves, 1918
- La moglie di un grand'uomo, ed altre novelle scelte dall'autrice, Milano, Quintieri, 1919
- Mors tua... Romanzo in tre giornate, Milano, Treves, 1926
- Via delle cinque lune, Milano, Garzanti, 1941
- Opere, 2 volumi, a cura di Pietro Pancrazi. Milano, 1946
- L'occhio di Napoli, Milano, Garzanti, 1962
- I mosconi, Napoli, Edizioni del Delfino, 1974
- L'ebbrezza, il servaggio e la morte, Napoli, Guida, 1977

### Sbírky povídek
| Dal vero, Milano, Perussia & Quadrio, 1879        | Piccole anime, Roma, Sommaruga, 1883. (Leggi (PDF), su liberliber.it, su LiberLiber. URL consultato il 18 gennaio 2023.) | La virtù di Checchina, Catania, Giannotta, 1884. (raccolta delle puntate apparse sulla Domenica Letteraria) (versione digitalizzata) |
| Raccolta minima, Milano, Perussia & Quadrio, 1881 | A un poeta | Racconti napoletani, Milano, Treves, 1889                                                                                            |
| Commedie di Salone                                | Una fioraia | All'erta sentinella! |
| Nostalgia                                         | Giuochi | Terno secco |
| Fulvia                                            | Canituccia | Trenta per cento (ripubblicato nel 2017 da Elliot)                                                                                   |
| Simpatie del Martirologio                         | Profili | O Giovannino o la morte |
| Commedie borghesi                                 | Alla scuola | Le amanti, Milano, Treves, 1894 |
| Mosaico di fanciulle                              | Nebulose | La grande fiamma |
| Piccinerie                                        | La moda | Tramontando il sole |
| Bozzetti                                          | Perdizione | L'amante sciocca |
| Leggende napoletane, Milano, Ottino, 1881         | Gli spostati | Sogno di una notte d'estate |
| Cuore infermo, (racconto), Torino, Casanova, 1881 | Salvazione | Novelle sentimentali, Livorno, Belforte, 1902                                                                                        |

#### Pod pseudonymem "Tuffolina"
- Fanciullo biondo, 3 gennaio 1878, rivista Novelliere di Gaetano Garzia
- Roba antica messa a nuovo, 21 gennaio 1878, rivista Novelliere di Gaetano Garzia
- Un quadro, 28 gennaio 1878, rivista Novelliere di Gaetano Garzia
- Storiella, 15 febbraio 1878, rivista Novelliere di Gaetano Garzia
- Ironia, 5 marzo 1878, rivista Novelliere di Gaetano Garzia
- Lettera aperta a un menestrello, 20 marzo 1878, rivista Novelliere di Gaetano Garzia
- Opale, Napoli, De Angelis, 1878, (primo suo volume)

#### Pod pseudonymem "Tatarin"
- Montecitorio, con Edoardo Scarfoglio, Firenze, Sersale, 1886.

### Eseje
- L'anima dei fiori, Milano, Libreria editrice nazionale, 1903
- Santa Teresa, Catania, Giannotta, 1904

### Jiné spisy
- Come muoiono le maestre, in "Corriere di Roma", 25 giugno 1886
- Per la fine del giornale La Rassegna. Giudizii della stampa italiana, Roma, Tip. Nazionale, 1886
- L'Italia a Bologna. Lettere, Milano, Treves, 1888
- Lettere d'amore. Il perché della morte, Catania, Giannotta, 1901
- Lettere d'una viaggiatrice, Napoli, Perrella, 1908
- Vita e scuola. Libro per la quarta classe elementare, con Camillo Alberici, Firenze, Bemporad, 1912
- Ricordando Neera. Conferenza tenuta il 10 maggio, a Milano, sala della "Societa del Giardino", Milano, Treves, 1920

### V češtině
- Fantasie – přeložil František Pover. Praha: Alois Hynek, 1886
- Státní telegraf: (Oddělení ženské.) – př. F. Pover. Praha: František Šimáček, 1887[5]
- Květ vášně. Řada novel – př. V. Klen. Praha: F. Šimáček, 1890[6]
- V lávě – př. Vácslav Hanus. Praha: F. Šimáček, 1894
- Při západu slunce – př. Vácslav Hanus. Praha: F. Šimáček, 1896
- V zemi Kristově: (vzpomínka na cestu do Palestiny) – př. František Maleček. Václav Kotrba, 1907
- Tak zmírá láska--: konce románů – př. Bohumil Klika. Praha: F. Šimáček, 1907
- Povídky – př. Jean Rowalski. Praha: Jan Otto, 1908
- Dobývání Říma: román – př. Karel Mečíř. Praha: Českomoravské podniky, 1916
- Poslední dopis – úvod František Sekanina; př. Hanuš Hackenschmied; in: 1000 nejkrásnějších novel... č. 92. Praha: J. R. Vilímek, 1916
- Cestičky lásky: román – př. B. Makešová. Praha: Čsl. podniky tiskařské a vydavatelské, 1921
- Povídky tří žen – př. Rudolf Lambert. Praha-Vršovice: Toužimský, 1923
- Choré srdce: román – př. Antonín Krejčí. Praha: Šolc a Šimáček, 1928